# Caíco
Caíco, właśc. Aírton Graciliano dos Santos (ur. 15 maja 1974) – brazylijski piłkarz występujący na pozycji pomocnika.

## Kariera klubowa
Od 1992 do 2009 roku występował w klubach SC Internacional, Verdy Kawasaki, CR Flamengo, Santos FC, Athletico Paranaense, Atlético Mineiro, FC Lugano, AA Ponte Preta, Goiás EC, União Leiria, EC Juventude, CS Marítimo, Coritiba, Itumbiara EC i Vila Nova FC.
| Rozgrywki          | Kraj       | Mecze | Bramki |
| ------------------ | ---------- | ----- | ------ |
| Série A            | Brazylia   | 180   | 25     |
| Primeira Liga      | Portugalia | 65    | 4      |
| Swiss Super League | Szwajcaria | 17    | 2      |
| J1 League          | Japonia    | 13    | 1      |